# نيكولا سيترو
نيكولا سيترو (بالإيطالية: Nicola Citro)‏ (27 مايو 1989 في إيطاليا - ) هو لاعب كرة قدم إيطالي في مركز مهاجم ‏. لعب مع نادي طرابنش 1905 ‏ وSS Ebolitana 1925 ‏.

## وصلات خارجية
- نيكولا سيترو على موقع قاعدة بيانات كرة القدم.إي يو (الإنجليزية)
- نيكولا سيترو على موقع عالم كرة القدم.نت (الإنجليزية)